# یواس‌اس لادلو (دی‌دی-۴۳۸)
یواس‌اس لادلو (دی‌دی-۴۳۸) (به انگلیسی: USS Ludlow (DD-438)) یک کشتی بود که طول آن ۳۴۸ فوت ۳ اینچ (۱۰۶٫۱۵ متر) بود. این کشتی در سال ۱۹۴۰ ساخته شد.